# Zwarte leguanen
Zwarte leguanen (Ctenosaura) zijn een geslacht van hagedissen uit de familie leguanen (Iguanidae).

## Naam en indeling
De wetenschappelijke naam van de groep werd voor het eerst voorgesteld door Arend Friedrich August Wiegmann in 1828.
Er zijn vijftien soorten, enkele voormalige soorten zijn in 2017 verplaatst naar het geslacht Cachryx op basis van nieuwe inzichten. Dit betreft de soorten Cachryx alfredschmidti en Cachryx defensor.

### Soorten
Het geslacht omvat de volgende soorten, met de auteur en het verspreidingsgebied.
| Naam                                        | Auteur                 | Verspreidingsgebied |
| ------------------------------------------- | ---------------------- | --- |
| Ctenosaura acanthura                        | Shaw, 1802             | Guatemala, Mexico |
| Ctenosaura bakeri                           | Stejneger, 1901        | Honduras (Utila) |
| Ctenosaura clarki                           | Bailey, 1928           | Mexico |
| Ctenosaura conspicuosa                      | Dickerson, 1919        | Mexico |
| Ctenosaura flavidorsalis                    | Köhler & Klemmer, 1994 | El Salvador, Guatemala, Honduras |
| Ctenosaura hemilopha                        | Cope, 1863             | Mexico |
| Ctenosaura macrolopha                       | Smith, 1972            | Mexico |
| Ctenosaura melanosterna                     | Buckley & Axtell, 1997 | Honduras |
| Ctenosaura nolascensis                      | Smith, 1972            | Mexico |
| Ctenosaura oaxacana                         | Köhler & Hasbún, 2001  | Mexico |
| Ctenosaura oedirhina                        | de Queiroz, 1987       | Honduras |
| Ctenosaura palearis                         | Stejneger, 1899        | Guatemala |
| Zwarte leguaan (Ctenosaura pectinata)       | Wiegmann, 1834         | Mexico, geïntroduceerd in de Verenigde Staten (Florida, Texas)                                                                                |
| Ctenosaura quinquecarinata                  | Gray, 1842             | Costa Rica, El Salvador, Mexico, Nicaragua |
| Witzwarte grondleguaan (Ctenosaura similis) | Gray, 1831             | Belize, Costa Rica, El Salvador, Guatemala, Honduras, Mexico, Nicaragua, Panama, geïntroduceerd in Venezuela en de Verenigde Staten (Florida) |

## Uiterlijke kenmerken

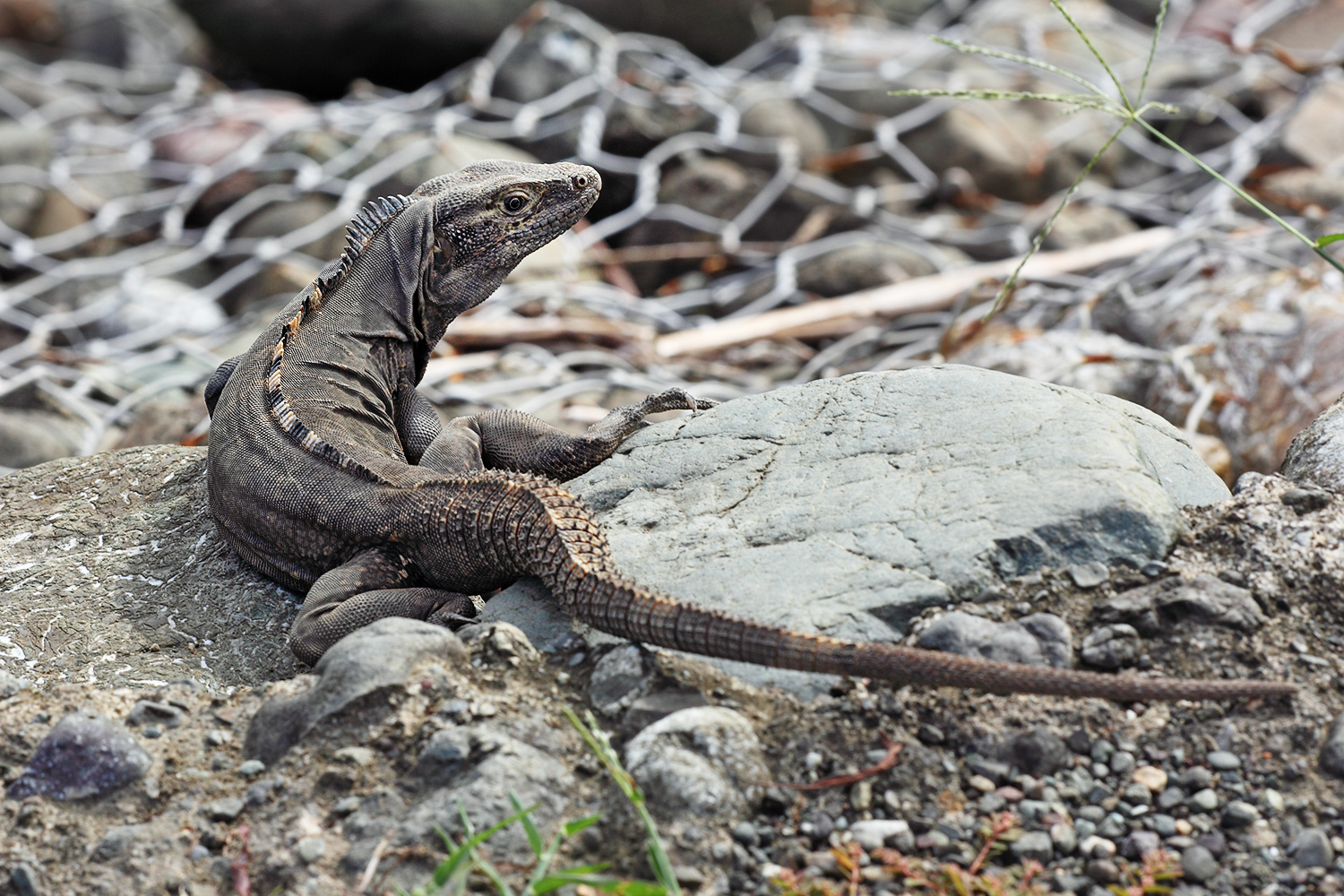
Mannetje van de soort Ctenosaura quinquecarinata.

Zwarte leguanen zijn vrij grote dieren die een totale lichaamslengte tot ongeveer 1,3 meter kunnen bereiken. De staart beslaat ongeveer 55 tot 73 procent van de totale lichaamslengte. Sommige soorten hebben een duidelijk kortere staart, zoals de soort Ctenosaura clarki. Deze soort heeft een staartlengte van 44 tot 52 %.
Zwarte leguanen danken hun naam aan de meestal donkere lichaamskleur. Veel soorten hebben een lichte bandering op het lichaam en met name de staart. Jonge dieren zijn soms groen van kleur en leven tussen de bladeren in bomen, terwijl oudere dieren op de bodem leven. Mannetjes hebben vaak een hoge stekelkam op de nek en rug. De staartschubben bestaan uit ringen van grote, scherpe schubben afgewisseld met rijen kleine gladde schubben.

## Levenswijze
Zwarte leguanen graven holen in de bodem waar ze rusten en schuilen. De holen kunnen tot twee meter lang zijn en worden gegraven met behulp van de krachtige klauwen. Het menu varieert naarmate de dieren ouder worden. Jonge zwarte leguanen eten voornamelijk kleine ongewervelden zoals insecten. Naarmate ze ouder worden gaan ze ook grotere prooien eten maar ook wordt steeds meer plantaardig materiaal gegeten. Ook oude dieren maken echter veel prooien buit en naast insecten en spinnen worden ook gewervelde dieren gegeten zoals andere hagedissen, zoogdieren en amfibieën. Belangrijke vijanden zijn roofvogels en slangen.

## Verspreiding en habitat

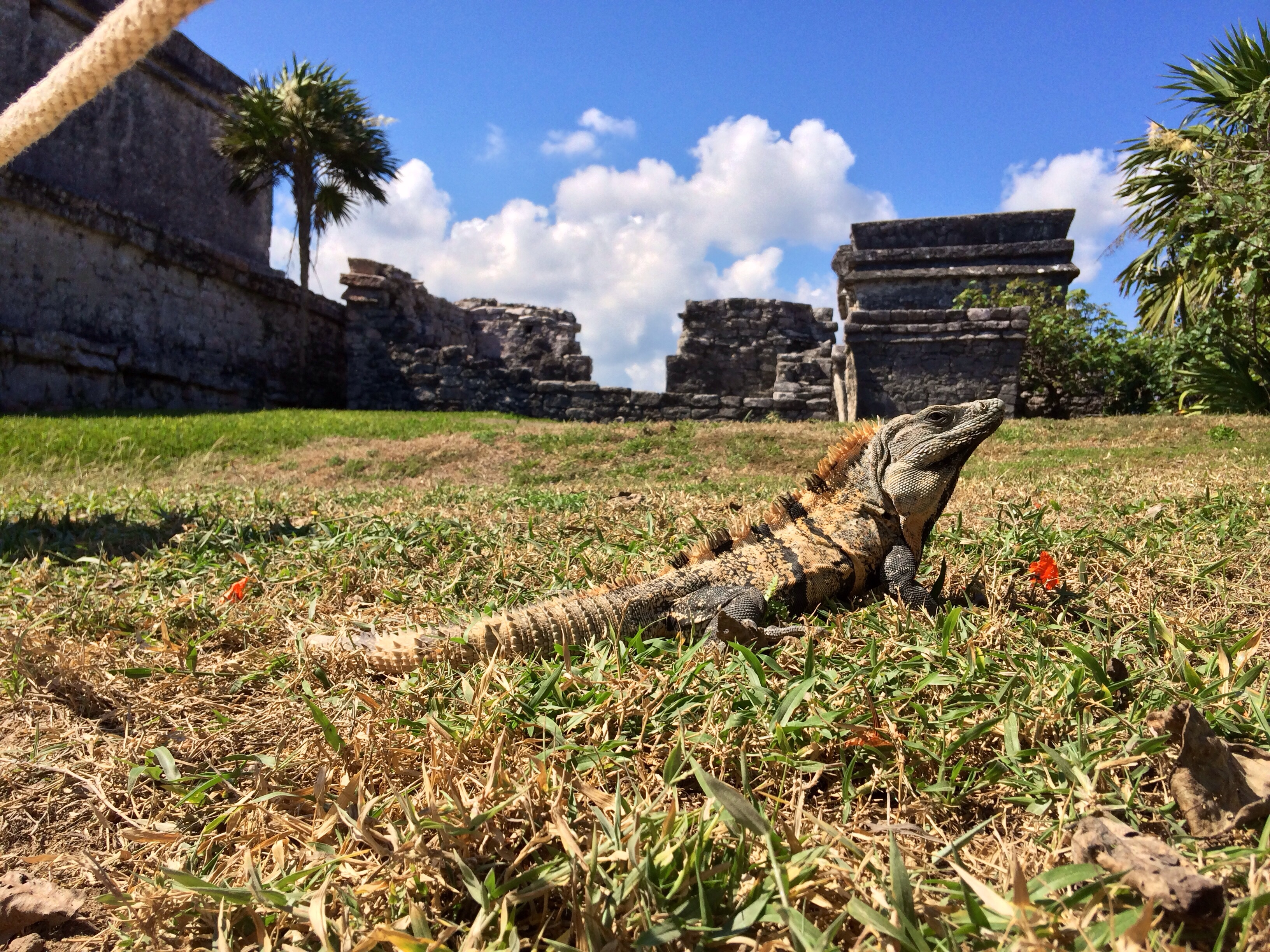
Sommige soorten komen voor in door de mens aangepaste gebieden, afgebeeld is Ctenosaura acanthura.

Alle soorten komen voor in delen van Midden-Amerika en leven in de landen Belize, Costa Rica, El Salvador, Guatemala, Honduras, Mexico, Nicaragua en Panama. Daarnaast zijn enkele soorten geïntroduceerd in andere landen, zoals in Venezuela en de Verenigde Staten in de staten Florida en Texas.
De habitat bestaat uit zowel vochtige als drogere tropische en subtropische bossen, tropische en subtropische scrublandgebieden en kliffen langs de kust. Ook in door de mens aangepaste gebieden zoals tuinen worden sommige soorten wel gevonden.

## Beschermingsstatus
Door de internationale natuurbeschermingsorganisatie IUCN is aan twaalf soorten een beschermingsstatus toegewezen. Een soort wordt gezien als 'onzeker' (Data Deficient of DD), drie soorten als 'kwetsbaar' (Vulnerable of VU), een soort als 'veilig' (Least Concern of LC) en vijf soorten als 'bedreigd' (Endangered of EN). De soorten Ctenosaura bakeri en Ctenosaura oaxacana ten slotte worden beschouwd als 'ernstig bedreigd' (Critically Endangered of CR).